# 森竣
何林駿（Bernard，1991年9月27日—），藝名森竣，本名何林駿，馬來西亞華裔男演員及歌手，出生於馬來西亞，成長於馬來西亞柔佛州峇株巴轄，畢業於台灣銘傳大學廣告系。因帥氣的外型以及秀氣的臉孔，於2015年被偶像劇教母柴智屏簽為旗下藝人，成爲繼柯震東之後力捧的小鮮肉。2015年加入群星瑞智旗下，積極發展台灣、中國大陸、馬來西亞的演藝事業，被各媒體稱為「新晉小鮮肉」。粉絲名是BBF和小樹苗。

## 簡介
大學畢業後，森竣曾在一節目單位從事企劃工作，後來因參加七夕歌唱比賽贏得冠軍獲得出道的機會，曾於2013年參加中國湖南衛視《快樂男聲》，但因台灣唱片業不景氣，未有獲得進一步發展機會，同年回流馬來西亞，並演出馬來西亞八度空間台慶劇《一塊二的幸福》男配角，大受馬來西亞媒體矚目，之後擔任馬來西亞時尚節目《時代達人》主持人，同時接演八度空間台慶劇《最佳難主角》男配角。
在2015年年初，森竣演出電視劇《幸福專賣店》，同年被崔震東與柴智屏相中，擔任《樓下的房客》主要角色之一「令狐」，與金馬獎影帝李康生飾演一對同志情侶。2015年正式成為群星瑞智簽約藝人。在2017年播出的由CHOCO TV製作的HIStory系列第三部曲「着魔」飾演男主角-江勁騰，一炮而紅因此也得到廣泛關注和好評，甚至獲得中國大陸知名影評自媒體的點名讚賞。

## 演出作品

### 電視劇
| 年份   | 劇名           | 角色          | 性質 |
| ------ | -------------- | ------------- | ---- |
| 2013年 | 一塊二的幸福   | 吳耀東        | 男二 |
| 2014年 | 最佳難主角     | 宇祥          | 男二 |
| 2015年 | 幸福專賣店     |               | 主演 |
| 2020年 | 约定期间爱上你 | 江少恺        | 男二 |
| 2022年 | 恭喜发财       | 宋武恭 (年轻) | 男一 |
| 2024年 | 名门           | 沈家伟        | 主演 |

### 電影
| 年份   | 戲名           | 角色       | 性質   |
| ------ | -------------- | ---------- | ------ |
| 2016年 | 樓下的房客     | 令狐       | 男配角 |
| 2018年 | 山的那一邊     | 派大星     | 男主角 |
| 2018年 | 蓋世英雄       | 公孙洵     | 男主角 |
| 2019年 | 我的青春都是你 | 摩托车骑士 |        |

### 微電影
| 年份   | 戲名               | 角色   | 性質             |
| ------ | ------------------ | ------ | ---------------- |
| 2013年 | 畫說我愛你         | 賀家勳 | 男主角、音樂演唱 |
| 2015年 | 單眼皮帶內雙的女孩 | 阿森   | 男主角           |
| 2016年 | 海馬               | 宇杰   | 男主角           |

### 網路劇
| 年份   | 劇名                      | 角色   | 性質   |
| ------ | ------------------------- | ------ | ------ |
| 2016年 | X情人-盲目情人            | 吳仁信 | 男主角 |
| 2017年 | HIStory系列《著魔》       | 江勁騰 | 男主角 |
| 2017年 | 富錦街-這條街上的那些故事 | 森     | 男主角 |

### 舞台劇
- 2014年 《三國奇遇-小小羊兒要回家》

### 主持節目
- 2014年-2015年《時代達人》
- 2015年 《環島8（第二季）》
- 2016年 《八度空間-遨遊公路》
- 2016年 《敖游世界》

## 音樂作品

### 單曲
- 2014年《變成回憶還太早》
- 2014年《才不怕》
- 2015年《牽著回憶》
- 2017年《我们的歌》
- 2020年《心动合约》

## 外部連結
- 何林駿Bernard的Facebook專頁
- 何林駿Bernard的Instagram帳戶
- Bernard 森竣 變成回憶還太早 （页面存档备份，存于）
- 《最佳難主角》主題曲《才不怕》 完整版MV （页面存档备份，存于）